# Masanori Tokita
Masanori Tokita (jap. 鴇田正憲 Tokita Masanori; ur. 24 czerwca 1925 roku w Kobe, zm. 5 marca 2004) - japoński piłkarz, reprezentant kraju.

## Kariera klubowa
Jako piłkarz grał w klubie Tanabe Pharmaceuticals.

## Kariera reprezentacyjna
Karierę reprezentacyjną rozpoczął w 1951, a zakończył w 1959 roku. W sumie w reprezentacji wystąpił w 12 spotkaniach. Został powołany do kadry na Igrzyska Olimpijskie 1956.

## Statystyki
| Reprezentacja Japonii | Reprezentacja Japonii | Reprezentacja Japonii |
| Rok                   | Mecze                 | Gole                  |
| --------------------- | --------------------- | --------------------- |
| 1951                  | 3                     | 1                     |
| 1952                  | 0                     | 0                     |
| 1953                  | 0                     | 0                     |
| 1954                  | 3                     | 1                     |
| 1955                  | 1                     | 0                     |
| 1956                  | 2                     | 0                     |
| 1957                  | 0                     | 0                     |
| 1958                  | 0                     | 0                     |
| 1959                  | 3                     | 0                     |
| Razem                 | 12                    | 2                     |